# غاي مورغان (كرة سلة)
غاي مورغان (بالإنجليزية: Guy Morgan)‏ مواليد 23 أغسطس 1960 في فرجينيا بيتش، هو لاعب كرة سلة أمريكي معتزل. تم اختياره من قبل فريق إنديانا بايسرز خلال الدرافت. يبلغ طوله 6 قدم 8 بوصة (2.0 م).

## روابط خارجية
- غاي مورغان على موقع إن بي أي (الإنجليزية)
- غاي مورغان على موقع سبورتس رفرنس (الإنجليزية)
- غاي مورغان على موقع كلية كرة السلة في سبورتس رفرنس.كوم (الإنجليزية)
- غاي مورغان على موقع ريلجم (الإنجليزية)
- غاي مورغان على موقع بروبوليرز (الإنجليزية)